# Landsmannschaft Gottinga Göttingen
Die Landsmannschaft Gottinga zu Göttingen ist eine pflichtschlagende und farbentragende Landsmannschaft (Studentenverbindung) im Coburger Convent (CC).  Sie vereint Studenten und ehemalige Studenten an der Georg-August-Universität Göttingen in Freundschaft auf Lebenszeit. Die Mitglieder der Landsmannschaft werden „Göttinger“ genannt.
Gottinga hat die Farben „Blau-Gold-Rot“ – die Wappenfarben der Stadt Göttingen – mit goldener Perkussion. Dazu wird eine blaue Hinterhauptcouleur getragen. Die Füchse tragen ein blaues Band mit goldener Perkussion. Der Wahlspruch lautet „Honestas, libertas, fraternitas in aevum!“ (deutsch: „Ehrenhaftigkeit, Freiheit, Brüderlichkeit in Ewigkeit!“).

## Geschichte

### Schwarze Verbindung und Landsmannschaft im Coburger LC
Die Landsmannschaft Gottinga wurde am 3. November 1860 von Schülern des Göttinger Gymnasiums als sog. Blase gegründet. Sie nahm  zunächst die Farben schwarz-gold-schwarz an, die jedoch nicht öffentlich getragen wurden. Gleich in seinem Gründungsjahr tat sich der Bund mit anderen in Göttingen bestehenden schwarzen Verbindungen zum ersten Göttinger Blasenconvent zusammen und unterstützte damit den von den Blasen gegen die Corps geführten Kampf um die Gleichberechtigung der Studierenden in den pflichtschlagenden schwarzen Verbindungen an den Universitäten. Zur Verfolgung dieses Zieles schloss sich der Göttinger Blasenconvent 1866  mit den Blasenconventen von Jena und Halle zum Waltershäuser Blasenconvent zusammen. Aus diesem Zusammenwirken entstand u. a. das 1873 begründete Freundschaftsverhältnis Gottingas mit Vitebergia-Halle.
Der Walterhäuser BC bestand jedoch nur wenige Semester. Auch ein von Gottinga unterstützter weiterer Versuch, zwischen 1881 und 1885 die schwarzen Verbindungen im Gothaer Ersten Convent (Gothaer EC) zusammenzuführen, hatte keinen nachhaltigen Erfolg. Nach dem Austritt aus dem Gothaer EC übernahm Gottinga als nunmehr  farbentragende Verbindung die Göttinger Wappenfarben blau-gold-rot an und setzte eine blaue Hinterkopfcouleur auf. 1883 trat der Bund auf Anregung der Vitebergia, die Gottinga mit diesem Schritt vorangegangen war, dem Coburger L.C bei. Dieser war kurz zuvor aus dem Allgemeinen Landsmannschafts Convent hervorgegangenen und verkörperte mit seinem  Prinzip der Gleichberechtigung aller honorigen Studenten weitgehend die Ziele, die Gottinga bis dahin ebenfalls verfolgt hatte.
Als Landsmannschaft im Coburger LC verzeichnete Gottinga danach  eine relativ konstante Weiterentwicklung. Trotz einiger zwischenzeitlicher Rückschläge durch die Suspensionen von 1884 bis 1889, von 1891 bis 1898 und während des Ersten Weltkriegs festigte sich der Mitgliederbestand von Jahr zu Jahr, zumal sich der 1898 gegründete Altherrenverband als starker Rückhalt erwies.
1911/1912 führte Gottinga das Präsidium der Deutschen Landsmannschaft.
1934 ging die freie Landsmannschaft Thuringia zu Göttingen (vormals Burschenschaft Thuringia Göttingen im ADB) in Gottinga auf und trug damit zu einer weiteren Stabilisierung des Bundes bei. Drei Jahre vorher war 1931 das Göttinger-Haus, das heutige Domizil des Bundes am Nikolausberger Weg 25, von der Altherrenschaft erworben worden, da sich das bisherige Quartier am Steinsgraben als für den expandierenden Bund zu klein erwiesen hatte.

### Kameradschaft Scharnhorst während der Zeit des Nationalsozialismus
Dem Altherrenverband und dem Hausverein gelang es, das Haus am Nikolausberger Weg auch während der nationalsozialistischen Diktatur und in der schweren Zeit des Krieges als Begegnungsstätte der Göttinger offen zu halten. Zwar wurde der aktive Bund Gottinga im Zuge der Gleichschaltungspolitik der neuen Machthaber, wie alle anderen Korporationen auch, im Winter 1935/36 aufgelöst und formell als  Kameradschaft Coburg (bzw. später Scharnhorst) in den NS-Studentenbund übernommen, aber durch die aufrechterhaltenen engen Kontakte zum bestehen gebliebenen Altherrenverband gelang es den ehemaligen Aktiven, innerhalb der Kameradschaft u. a. durch eine zeitweise Wiederaufnahme des Fechtbetriebes und die sukzessive Rückkehr vom verordneten Führer- zum Conventsprinzip  weiterhin eine Art Korporationsbetrieb aufzuziehen und sich damit als sog. Korporationskameradschaft von den reinen NS-Kameradschaften abzuheben. Während des Krieges waren darin auch die Angehörigen der vertagten Landsmannschaft Markaria zu Göttingen einbezogen, deren Altherrenschaft  sich 1940 mit der Gottingas verschmolzen hatte. Der totalen Vereinnahmung durch das Regime konnte die Kameradschaft Scharnhorst auch deswegen entgehen, weil der Hausverein ihr das Göttinger Haus von Anfang an für alle Aktivitäten zur Verfügung gestellt hatte und  sich dabei selbst durch schärfste Drohungen nicht bewegen ließ, das Eigentumsrecht am Haus auf die an die Stelle der Deutschen Landsmannschaft getretene NS-Altherrenorganisation zu übertragen. Nur durch diesen Widerstand war es nach dem Kriege möglich, das von der Militärregierung als vermeintliches NS-Vermögen beschlagnahmte Haus im Rechtswege relativ schnell freizubekommen und es 1947 dem wiederentstehenden Bund zur Verfügung zu stellen.

### Göttinger Bund Roland und Wiederaufmachung als Landsmannschaft nach dem Kriege
Die Wiederaufmachung Gottingas nach dem Kriege wurde  durch eine Gruppe ehemaliger Scharnhorster betrieben, die nach Göttingen zum Studium zurückgekehrt waren. Sie fanden sich nach
Kontaktaufnahme mit den vor Ort ansässigen Alten Herren schon bald nach Kriegsende zusammen, um das frühere Verbindungsleben, wenn auch in einer den Zeitverhältnissen entsprechenden abgewandelten Form, wieder aufleben zu lassen. Dies führte nach Überwindung erheblicher Widerstände durch die örtlichen Kontrollinstanzen der britischen Militärregierung, die dem deutschen Verbindungswesen und auch dem Wiederauflebenlassen des Namens Gottinga ablehnend gegenüberstanden, im Oktober 1947 zur Gründung des Göttinger Bundes Roland, dessen Satzung im Mai 1948 von der Militärregierung genehmigt wurde. Aus einem zunächst noch losen Zusammenschluss entwickelte sich der Bund Roland in den Folgejahren mit der Abhaltung regelmäßiger Convente und sonstiger Veranstaltungen, der schrittweisen Wiederinbetriebnahme des Hauses und schließlich der Wiederaufnahme des blau-gold-roten  Bandes  nach und nach wieder zu einer Korporation.
Mit der im November 1950 erfolgten Umbenennung in Studentische Verbindung Gottinga, bzw. später Landsmannschaft Gottinga, der Wiedereinführung des Vollcouleurprinzips mit den alten Farben der Landsmannschaft Gottinga und dem Bekenntnis zum Grundsatz der Bestimmungsmensur als dem für das Waffenstudententum charakteristischen Kennzeichen wurde dieser Prozess abgeschlossen. 1951 trat Gottinga dem Coburger Convent, dem neu entstandenen Dachverband der Landsmannschaften und Turnerschaften als nunmehr pflichtschlagende Verbindung bei. Die Folgejahre waren von einer stetigen Aufwärtsentwicklung und kräftigen Blüte des Bundes gekennzeichnet. 1953 erfolgte die Verschmelzung mit der Altherrenschaft der Vitebergia Halle, die einen weiteren Mitgliederzuwachs mit sich brachte, die im Verschmelzungsvertrag Gottinga aber auch die Verpflichtung auferlegte, Vitebergia in Halle wieder aufzumachen, sobald die politischen Verhältnisse in Mitteldeutschland und die Gegebenheiten an der Universität Halle dieses zuließen.
Dieses Versprechen wurde von Gottinga nach der Wiedervereinigung Deutschlands und nach 38 Jahren gemeinsamen Weges während der deutsch-deutschen Teilung durch die Wiederbegründung des Wittenberger Altherrenverbandes im Januar 1991 eingelöst. Zur Rekonstitution der Vitebergia in Halle im Mai 1991 nahmen neben den noch lebenden originären Trägern des Wittenberger Bandes 40 Göttinger das Hallenser Band auf. Seither hat sich Vitebergia selbständig zu einem stabilen Bund entwickelt. Seit dem 20. Oktober 2001 ist die frühere Turnerschaft Mündenia-Hercynia zu Göttingen mit Gottinga verschmolzen. Im Jahre 2010, dem 150. Jahr ihres Bestehens, gehörten der Landsmannschaft Gottinga 223 Alte Herren und 49 Aktive und Inaktive an.

## Bekannte Mitglieder
- Volker Beuthien (* 1934), Rechtswissenschaftler
- Christoph Bosse (1863–1950), preußischer Abgeordneter, Verwaltungsdirektor der Kgl. Preußischen Museen sowie Kurator der Universität Greifswald
- Friedrich Robert Kretschmann (1858–1934), Professor und Geheimrat in Magdeburg, Begründer der HNO-Klinik Magdeburg
- Karl Menge (1855–1930), Kammergerichtsrat und Landgerichtspräsident in Berlin; Unterstaatssekretär für Justiz und Kultur für Elsaß-Lothringen
- Theodor Parisius (1896–1985), Verwaltungsjurist und preußischer Landrat
- Kurt Meyer-Rotermund (1884–1977), Schriftsteller
- Hermann Wilhelm Stockmann (1848–1924), Vizepräsident der Deutschen Kolonialgesellschaft, preußischer Abgeordneter und Mitglied des Reichstages, Direktor des Kgl. Konsistoriums in Münster, Regierungspräsident von Gumbinnen, Ehrenmitglied des Deutschen Kriegerbundes und Ehrenbürger der Stadt Gumbinnen
- Paulus von Stolzmann (1863–1930), ab 1915 Generalstabschef der Deutschen Südarmee (Auszeichnung mit dem Orden „Pour le Mérite“ am 7. Juli 1915), später Generalstabschef der Bug-Armee (später Heeresgruppe Linsingen), ab 1920 Befehlshaber im Wehrkreis IV und Kommandeur der 4. Division, schließlich General der Infanterie
- Paul Trautmann (1881–1929), 1917 bis 1925 Oberbürgermeister der Stadt Frankfurt (Oder) und von 1925 bis 1929 Oberbürgermeister Braunschweigs, Ehrenmitglied der Kleist-Gesellschaft

## Freundschaftsverhältnisse
Die Landsmannschaft Gottinga unterhält Freundschaftsverhältnisse zur:
- Landsmannschaft Vitebergia zu Halle,
- Landsmannschaft Slesvico Holsatia vereinigt mit Landsmannschaft Cheruscia zu Kiel,
- Landsmannschaft Rhenania zu Jena et Marburg,
- Landsmannschaft Hansea auf dem Wels zu München
- Landsmannschaft Hammonia-Marko Natangia zu Hamburg